# Honiara
Honiara är huvudstad i staten Salomonöarna med 64 609 invånare (2009). Huvudstaden är en hamnstad och ligger på nordkusten på ön Guadalcanal. Den återuppbyggdes för att ersätta den tidigare huvudstaden Tulaghi vid slutet av andra världskriget. Honiara har en hamn, ett regeringshus och ett nationalmuseum. Den ligger vid floden Matanikas mynning.
Staden har ett tropiskt klimat, och medeltemperaturen ligger på runt 28 grader Celsius. Vattentemperaturen brukar ligga runt 26 till 29 grader.
Staden har även en internationell flygplats.